# Elecciones federales judiciales extraordinarias de México de 2025
Las elecciones judiciales de México de 2025, oficialmente Proceso Electoral Federal Extraordinario 2024-2025, es el proceso electoral que se llevó a cabo el domingo 1 de junio de 2025 en México bajo la organización del Instituto Nacional Electoral (INE) y los Organismos Públicos Locales de los 19 estados con elecciones locales. Es el primer proceso electoral judicial directo que se organiza en el país.
En ellas se elegirán los siguientes cargos públicos del poder judicial:
- 9 ministras y ministros de la Suprema Corte de Justicia de la Nación. Son los titulares del máximo tribunal constitucional y mayor autoridad jurisdiccional del Poder Judicial de la Federación. Electos para un periodo de nueve años sin posibilidad de reelección.

- 2 magistraturas de la Sala Superior del Tribunal Electoral del Poder Judicial de la Federación. Son los titulares del máximo órgano jurisdiccional en materia electoral. Electos para un periodo de seis años sin posibilidad de reelección. Los dos cargos puestos a elección son para suplir las vacantes que completan las siete magistraturas totales del órgano.

- 15 magistraturas de las Salas Regionales del Tribunal Electoral del Poder Judicial de la Federación. Compuestas de tres magistraturas cada una, ubicadas en las cinco circunscripciones electorales del país. Electos por seis años sin posibilidad de reelección.

- 5 magistrados del Tribunal de Disciplina Judicial. Son los titulares del nuevo órgano encargado Es el órgano encargado de la vigilancia y disciplina de los organismos judiciales. Esta nueva institución, y el Órgano de Administración Judicial, sustituyen al Consejo de la Judicatura Federal. Electos para un periodo de seis años sin posibilidad de reelección.

- 464 magistraturas de circuito. Son los titulares de los Tribunales Colegiados de Circuito y Tribunales Colegiados de Apelación, órganos competentes para conocer los juicios de amparo directo contra sentencias definitivas o resoluciones que pongan fin a un juicio. Existen 309 tribunales colegiados distribuidos en los 32 circuitos judiciales en que se divide el país. Cada tribunal se conforma por tres magistradas o magistrados. Electos para un periodo de nueve años, con opción a una reelección.
- 386 personas juzgadoras de distrito. Son los titulares de los Juzgados de distrito, los órganos de primera instancia del Poder Judicial de la Federación, encargados de conocer las controversias que se susciten con motivo del cumplimiento o aplicación de leyes federales y de la resolución de juicios de amparo indirecto en cualquier materia del derecho. Electos para un periodo de nueve años, con opción a una reelección.

Además de más de 4362 cargos a nivel local en 19 estados del país, en elecciones concurrentes con la federal, cuyos cargos y denominaciones varían de un estado a otro.

## Contexto

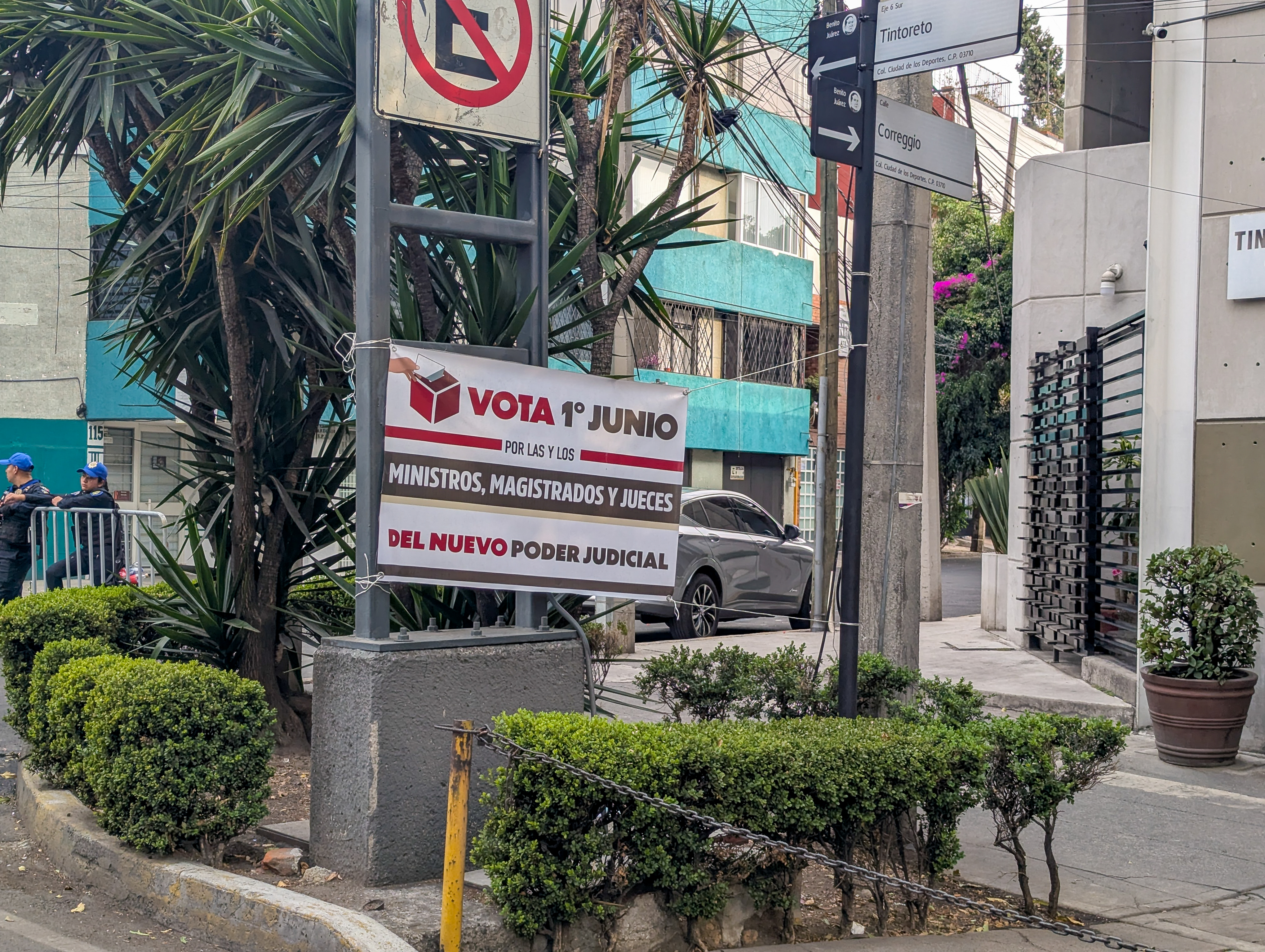
Publicidad de las elecciones en una calle de la Ciudad de México.

Durante el año 2023 la agenda legislativa estuvo marcada por un continuo enfrentamiento, no entre el poder legislativo y el ejecutivo, sino entre este último y la cabeza del poder judicial, la Suprema Corte de Justicia de la Nación; en un fenómeno inédito en las relaciones de los poderes, sería la corte quien invalidó y dio marcha atrás a cuatro reformas legales y constitucionales aprobadas por el Congreso de la Unión y previamente propuestas por el primer mandatario.  Entre las controversias se encontraban varias, como la invalidación de reformas constitucionales y decretos presidenciales, de los cuales la Suprema Corte de Justicia de la Nación acusaba constantemente «fallas en el proceso legislativo que vulneran la constitución», en tanto el presidente de la república planteaba la «violación a la separación de poderes», dado que la corte imponía una parálisis legislativa.
El 5 de febrero de 2024, el entonces presidente, Andrés Manuel López Obrador presentó lo que en sus palabras sería su último paquete de reformas constitucionales, una de las mayor relevancia era la del Poder Judicial (PJF), y por ello una de las que generó mayor controversia y expectación en la sociedad. La propuesta presentada por el grupo parlamentario de la entonces coalición oficialista Juntos Hacemos Historia, partía de la tesis que señalaba como responsable de los altos índices de impunidad, corrupción y opacidad del Poder Judicial, a la falta de independencia de todos los órganos integrantes, en virtud que todos ellos formaban una estructura vertical de designaciones y nombramientos surgidos de los acuerdos políticos, cuya relación limitaba o condicionaba su actuar.
Para ello, la reforma proponía que todos los integrantes del PJF fueran elegidos en elecciones mediante voto popular; así mismo se proponía la separación del Consejo de la Judicatura Federal en dos órganos, uno administrativo y otro disciplinario. Finalmente, la reforma, en el apartado de elección popular consideraba la elección popular de Ministros de la Suprema Corte de Justicia de la Nación, los Magistrados integrantes del Tribunal Electoral del Poder Judicial de la Federación, de los Tribunales Colegiados de Apelación, los Tribunales Colegiados de Circuito, los Plenos regionales y del nuevo Tribunal de Disciplina Judicial así como los jueces federales de distrito.
Finalmente, luego de que la reforma fue pausada, debido a que Morena no poseía la mayoría calificada para, por sí mismo, llevar a cabo la reforma, esta fue impulsada de nueva cuenta tras la elección de 2024 en la que Morena obtuvo la mayoría legislativa necesaria para llevar a cabo la reforma, siendo aprobada el 11 de septiembre de 2024, a tan solo un par de días de haber iniciado la nueva legislatura.

## Proceso de selección de candidatos

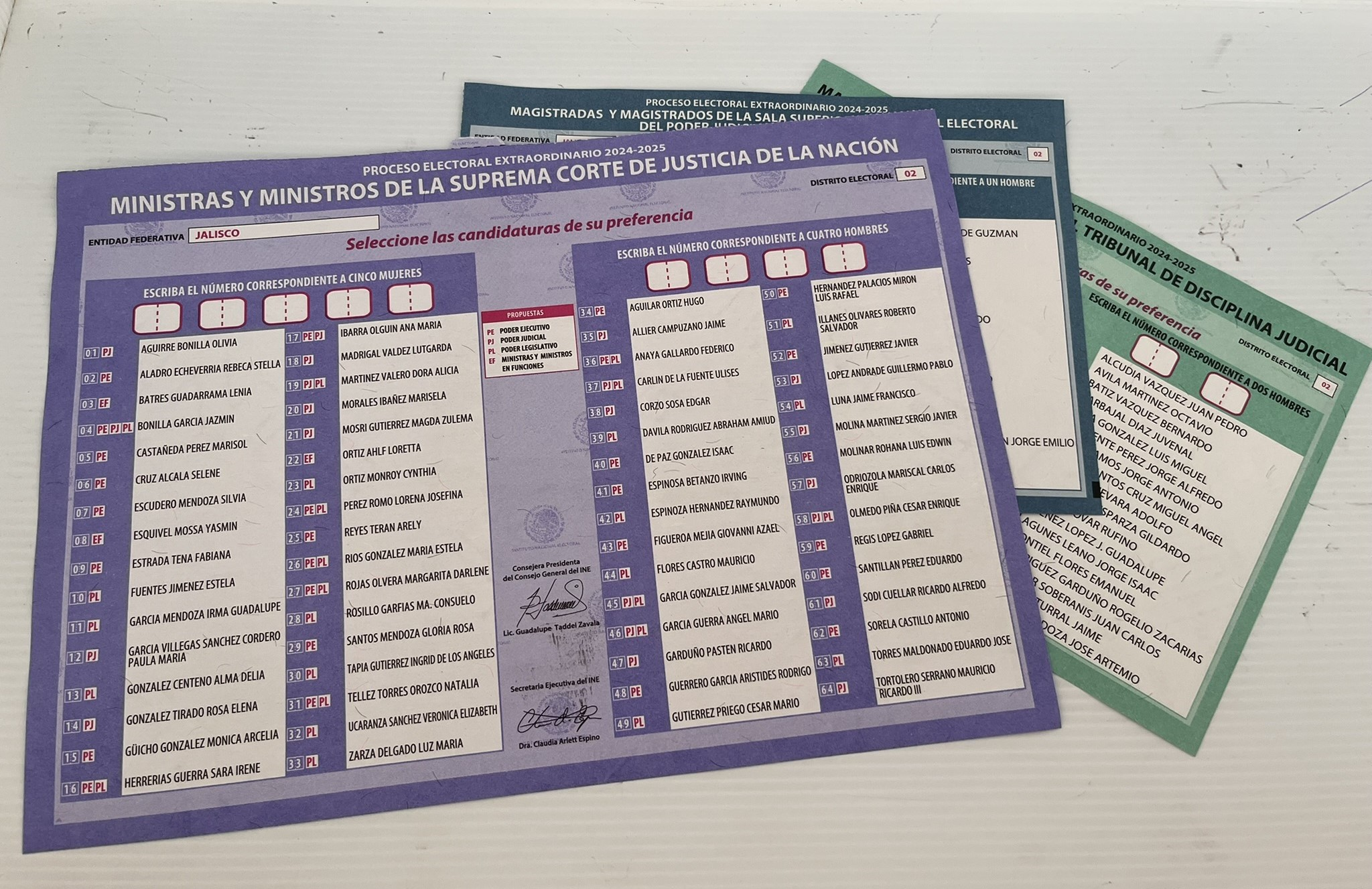
Boletas utilizadas en la elección

El 15 de septiembre de 2024 entraron en vigor las reformas constitucionales al Poder Judicial, incluida la elección de los titulares de los órganos de este; en sus artículos transitorios incluía el procedimiento para llevar a cabo la elección federal judicial extraordinaria, y que serviría como norma hasta las eventuales reformas a las leyes secundarias, especialmente las de la «Ley General de Instituciones y Procedimientos Electorales» y la «Ley Orgánica del Poder Judicial de la Federación»; estas modificaciones ocurrieron el 14 de octubre y 20 de diciembre respectivamente, del mismo año.

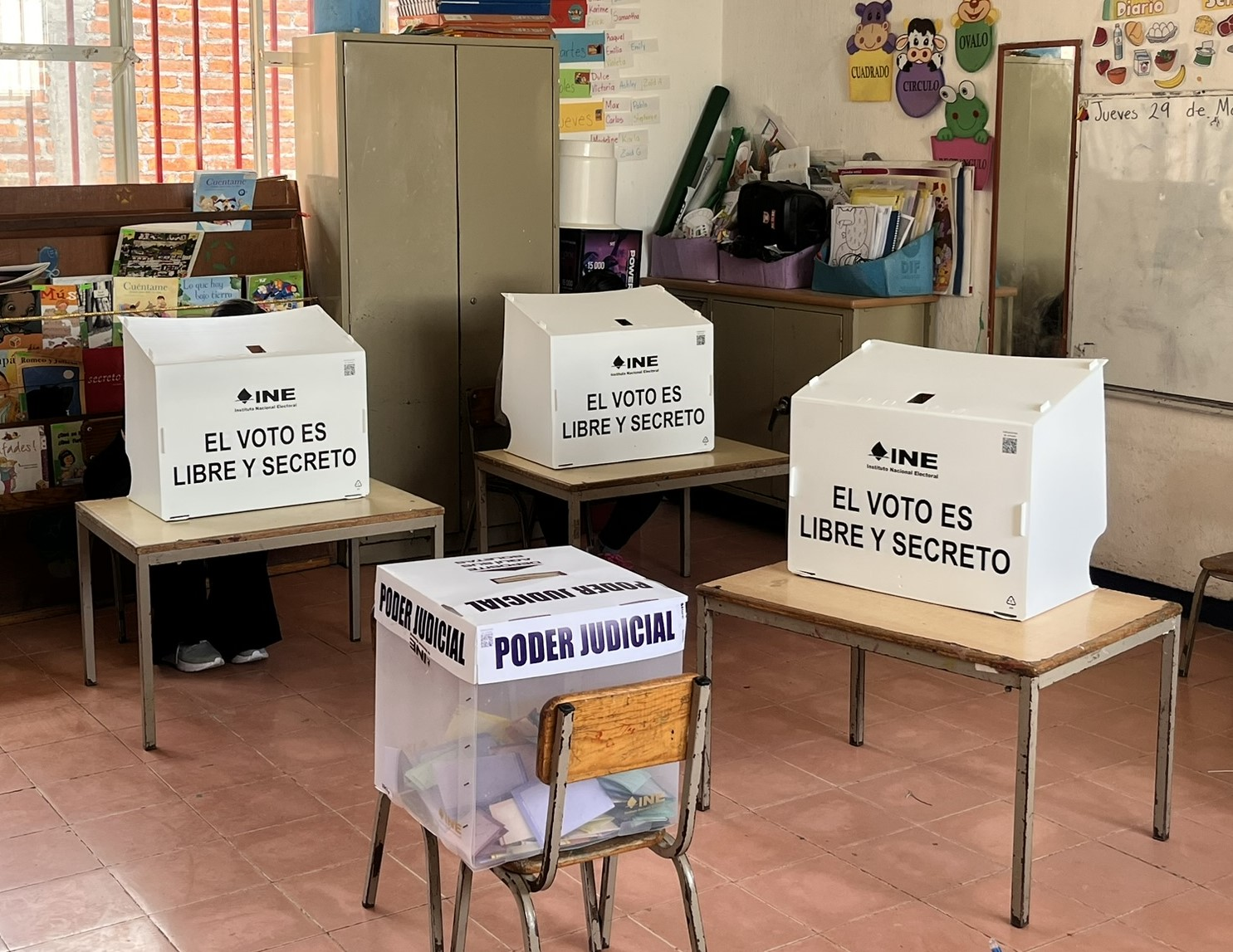
Casilla de la elección en Jalisco

Entre las determinaciones del decreto de reforma estaban:
- La renovación completa de la Suprema Corte, tomando en cuenta la disminución del número de titulares, que pasó de 11 a 9; y considerando una elección dual para respetar la paridad de género establecida en la Constitución para los cargos de elección, es decir, elegir por separado a ministras y ministros. La paridad señalada sería de 5 ministras y 4 ministros.
- La elección de dos titulares para reemplazar las vacantes de la Sala Superior del Tribunal Electoral, que databan de 2023. Respetando los mismos principios de paridad, es decir una elección dual para una magistrada y un magistrado.
- La elección de los cinco titulares del Tribunal de Disciplina Judicial, con la fórmula paritaria de tres magistradas y dos magistrados.
- La renovación de los 15 titulares (3 por cada una) de las cinco salas regionales del Tribunal Electoral, con la fórmula paritaria de 2 magistradas y 1 magistrado.
- Para la renovación de los titulares de los Tribunal de Circuito y los Juzgados de distrito, se determinó hacerlo de manera escalonada; la mitad de los circuitos y distritos en las elecciones de 2025, y la otra mitad en las elecciones de 2027.

El 10 de octubre de 2024, el Senado de la República abrió la convocatoria de postulación para los cargos de elección popular del Poder Judicial, además estableció las bases, formato de selección y requisitos para aspirantes:
- Para la Suprema Corte Justicia: La Presidenta de la República, el Congreso de la Unión y la Suprema Corte postulan tres aspirantes por cada uno de los nueve cargos de ministro, es decir 27 cada poder. Después, estos por separado, constituirán comités técnicos de evaluación compuestos por cinco expertos jurídicos que califican y evalúan el cumplimiento de los requisitos que pida la Constitución, así como la idoneidad de los aspirantes; la lista de aspirantes será depurada por el Senado en dos fases, primero con los resultados de la evaluación (postulando los mejores perfiles) y finalmente para mantener el criterio de paridad, por insaculación. Los aspirantes pueden ser postulados como candidatos por uno o más de los Poderes de la Unión.

- Para el Tribunal Electoral: Bajo las mismas condiciones de evaluación anteriores, se postulan tres aspirantes por cada uno de los poderes, para cada magistratura vacante, dando un total de hasta 18 aspirantes en total, sin depuración.

- Para el Tribunal de Disciplina: Bajo las mismas condiciones de evaluación, se postulan tres aspirantes por cada uno de los poderes, para cada una de las cinco magistraturas, dando un total de 45 aspirantes en total, sin depuración.

- Para las salas regionales del TEPJF: Bajo las mismas condiciones de evaluación, se postulan tres aspirantes por cada uno de los poderes, para cada una de las tres magistraturas, dando un total de 30 aspirantes en total, sin depuración.

Los aspirantes a candidatos son designados por cada poder en los términos que la ley establece; la presidenta de la república de manera directa; el Congreso de la Unión con el voto favorable de las dos terceras partes de los legisladores presentes; la Suprema Corte con el voto favorable de seis miembros del pleno. El número final de candidatos en la boleta dependerá de dos factores; prímero, la postulación de los titulares en funciones del cargo (salvo el Tribunal de Disciplina que es nuevo), quienes pueden optar por la candidatura sin necesidad de pasar por la evaluación o la insaculación, o desechar la aspiración y cesar en su cargo en la fecha que determine la ley; segundo, que un mismo aspirante resulte seleccionado por dos o tres poderes. 
- Para los Tribunales Colegiados y Juzgados de Distrito: El todavía vigente Consejo de la Judicatura Federal debe entregar una lista con la totalidad de cargos de personas juzgadoras, indicando su circuito judicial, especialización por materia, género, vacancias, renuncias y retiros programados. El Senado de la República determinará la porción de cargos a elegir en cada circuito judicial considerando en primer término las vacancias, renuncias y retiros programados. Los cargos restantes serán seleccionados mediante insaculación pública, tomando como base la renovación de la mitad de los cargos que correspondan a cada especialización por materia.Con estas bases cada uno de los poderes podrá postular hasta tres aspirantes por cargo.[16]

La convocatoria para el registro de aspirantes estuvo abierta del 5 al 24 de noviembre de 2024. Posteriormente los comités de evaluación analizaron el cumplimiento de los requisitos de elegibilidad entre el 25 de noviembre y el 14 de diciembre. Entre el 15 de diciembre y el 30 de enero de 2025, los comités calificaron la idoneidad de los aspirantes, y al día siguiente publicaron la lista de los mejores perfiles; en caso de exceder el número de aspirantes se procedió a la insaculación pública para depurar. Los listados pasaron por un último análisis de ratificación, esta vez, por el poder postulante, quienes lo enviaron al Senado de la República, para su publicación el 12 de febrero de 2025.

## Distritos judiciales electorales

Distritación judicial federal electoral vigente.

En virtud de lo inédito de la elección, la ley otorgó facultades al INE y al aún vigente Consejo de la Judicatura Federal, para armonizar y empatar las poblaciones de los 300 distritos electorales (los que trabaja el INE en las elecciones presidenciales y legislativas) con los 32 circuitos judiciales y los cientos de distritos judiciales en los que se divide la impartición de justicia. De esta manera se implementó por primera vez una distritación electoral judicial, bajo la cual se asignaron 60 circunscripciones uninominales para todo el país, respetando la elección de magistrados y jueces que correspondan, al territorio de su jurisdicción. Cada distrito elige a un determinado número de jueces de distrito y magistrados de circuito, según el número de cargos correspondientes a la totalidad del circuito judicial. Con esto se logró simplificar la cantidad de cargos a elegir en algunos Circuitos Judiciales que eligieron una cantidad importante de personas juzgadoras.

## Elección de ministros de la Suprema Corte de Justicia de la Nación

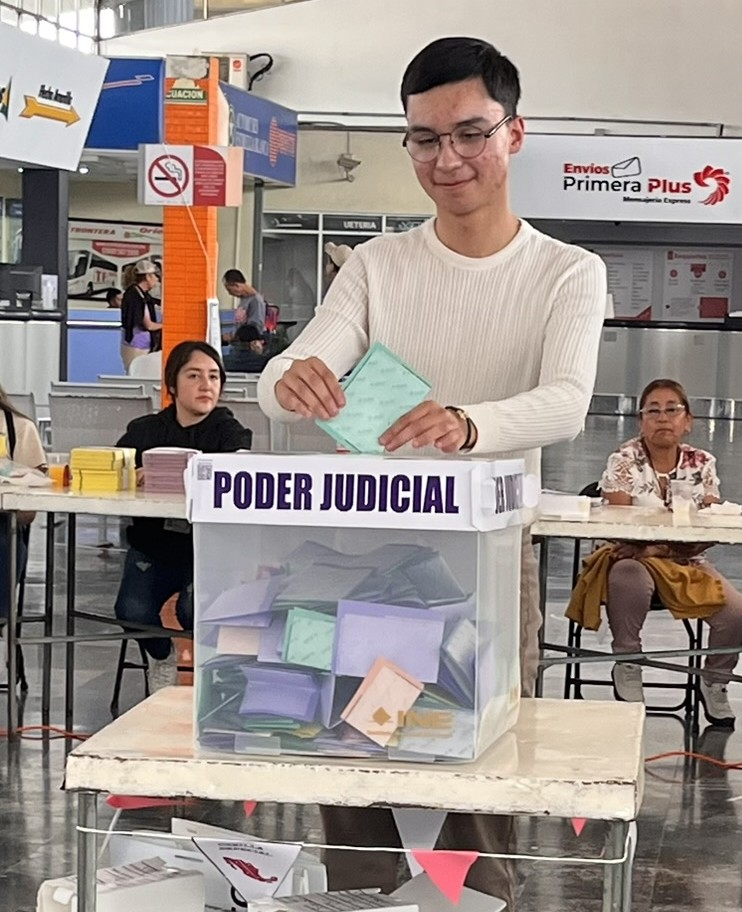
Votante en las elecciones judiciales de 2025

5 ministras y 4 ministros de la Suprema Corte de Justicia de la Nación.
Electos por voto universal y directo a nivel nacional. Sólo los poderes Ejecutivo (Presidencia de la República) y Legislativo (cámaras de senadores y diputados) presentaron sus listas completa de 27 candidatos, tres por cada una de las nueve plazas disponible en la Suprema Corte, mientras que del Poder Judicial sólo pudieron acreditarse 21 aspirantes, a los que se suman tres ministras en funciones que se inscribieron para estar en la contienda y conservar sus cargos si el voto popular les favorece: Lenia Batres Guadarrama, Yasmín Esquivel Mossa y Loretta Ortiz Ahlf.
Las candidaturas que resultaron electas fueron: Hugo Aguilar Ortiz, Lenia Batres Guadarrama, Yasmín Esquivel Mossa, Loreta Ortiz Ahlf, María Estela Ríos González, Giovanni Azael Figueroa Mejía, Irving Espinosa Betanzo, Arístides Rodrigo Guerrero García y Sara Irene Herrerías Guerra. Hugo Aguilar Ortiz, al haber sido la candidatura que recibió la mayor cantidad de votación, será quien presida la Suprema Corte de Justicia de la Nación.
|  | 77.1546 % |

|  | 12.0439 % |

|  | 10.8013 % |

|  | 100 % |

|  | 13.0184 % |

### Resultados para ministras
- Simbología → 
  - PE: Postulado por el Poder Ejecutivo;
  - PL: Postulado por el Poder Legislativo;
  - PJ: Postulado por el Poder Judicial;
  - EF: En funciones (titular del cargo vigente).

|  | 1.2326 % |

|  | 1.2577 % |

|  | 4.9721 % |

|  | 1.2062 % |

|  | 1.4260 % |

|  | 1.2944 % |

|  | 0.3469 % |

|  | 0.3170 % |

|  | 1.0117 % |

|  | 4.5513 % |

|  | 1.5550 % |

|  | 0.7291 % |

|  | 1.1898 % |

|  | 0.6793 % |

|  | 0.6575 % |

|  | 0.7778 % |

|  | 2.8009 % |

|  | 1.0536 % |

|  | 0.3442 % |

|  | 0.5941 % |

|  | 0.7190 % |

|  | 0.5257 % |

|  | 4.2952 % |

|  | 0.4029 % |

|  | 0.4383 % |

|  | 0.7884 % |

|  | 4.0533 % |

|  | 0.2776 % |

|  | 0.4917 % |

|  | 1.9736 % |

|  | 0.2485 % |

|  | 0.5377 % |

### Resultados para ministros
|  | 5.3094 % |

|  | 0.6270 % |

|  | 2.2078 % |

|  | 0.6975 % |

|  | 0.7132 % |

|  | 0.5150 % |

|  | 2.4181 % |

|  | 3.0747 % |

|  | 0.7610 % |

|  | 3.1328 % |

|  | 0.5713 % |

|  | 0.5823 % |

|  | 0.5462 % |

|  | 0.4497 % |

|  | 3.0720 % |

|  | 2.0927 % |

|  | 0.5838 % |

|  | 0.3874 % |

|  | 0.3282 % |

|  | 0.5399 % |

|  | 0.3602 % |

|  | 0.3557 % |

|  | 0.9252 % |

|  | 0.3303 % |

|  | 0.3578 % |

|  | 0.4341 % |

|  | 0.3326 % |

|  | 0.5248 % |

|  | 0.5108 % |

|  | 0.3760 % |

|  | 0.3572 % |

## Elección de magistrados del Tribunal de Disciplina Judicial
3 magistradas y 2 magistrados integrantes del Tribunal de Disciplina Judicial.
Electos por voto universal y directo a nivel nacional. De acuerdo con la lista publicada por el Instituto Nacional Electoral estarán en la boleta 44 candidatos, 23 mujeres y 21 varones.
|  | 78.0074 % |

|  | 11.1942 % |

|  | 10.7982 % |

|  | 100 % |

|  | 12.9932 % |

- Simbología → 
  - PE: Postulado por el Poder Ejecutivo;
  - PL: Postulado por el Poder Legislativo;
  - PJ: Postulado por el Poder Judicial;
  - EF: En funciones (titular del cargo vigente).

### Resultados para magistradas
|  | 3.3174 % |

|  | 2.3317 % |

|  | 7.7815 % |

|  | 1.6079 % |

|  | 6.7175 % |

|  | 1.6131 % |

|  | 1.5427 % |

|  | 1.9321 % |

|  | 1.5312 % |

|  | 8.0888 % |

|  | 1.8367 % |

|  | 0.8683 % |

|  | 0.8040 % |

|  | 0.8445 % |

|  | 1.2592 % |

|  | 1.0889 % |

|  | 0.7290 % |

|  | 1.4602 % |

|  | 0.8847 % |

|  | 1.1669 % |

### Resultados para magistrados
|  | 7.1909 % |

|  | 6.2323 % |

## Elección de magistrados del Tribunal Electoral del Poder Judicial de la Federación

### Magistrados de la Sala Superior
Una magistrada y un magistrado de la Sala Superior del Tribunal Electoral del Poder Judicial de la Federación
Electos por voto universal y directo para ocupar las dos plazas vacantes desde 2023. De acuerdo con la lista publicada por el Instituto Nacional Electoral aparecerán en las boletas electorales 18 contendientes, nueve mujeres e igual número de varones.
|  | 80.3777 % |

|  | 11.9236 % |

|  | 7.6990 % |

|  | 100 % |

|  | 12.9782 % |

- Simbología → 
  - PE: Postulado por el Poder Ejecutivo;
  - PL: Postulado por el Poder Legislativo;
  - PJ: Postulado por el Poder Judicial;
  - EF: En funciones (titular del cargo vigente).

#### Resultados para magistrada
|  | 7.3247 % |

|  | 6.3043 % |

|  | 4.2325 % |

|  | 4.0910 % |

|  | 2.7078 % |

|  | 16.2611 % |

#### Resultados para magistrado
|  | 18.3701 % |

|  | 2.2598 % |

|  | 2.5617 % |

|  | 2.6246 % |

|  | 2.9547 % |

|  | 3.9491 % |

|  | 3.0201 % |

|  | 2.0151 % |

|  | 1.6998 % |

### Elección de magistrados de las Salas regionales del TEPJF
(Votados en cada una de las 5 Circunscripciones electorales de México)
| Circunscripción | Circunscripción  | Circunscripción                                                                           | Entidades federativas                                                                |
| N.º             | Cabecera         | Sala                                                                                      | Entidades federativas                                                                |
| 1.ª             | Guadalajara      | Sala Regional Guadalajara del Tribunal Electoral del Poder Judicial de la Federación      | Baja California Baja California Sur Chihuahua Durango Jalisco Nayarit Sinaloa Sonora |
| 2.ª             | Monterrey        | Sala Regional Monterrey del Tribunal Electoral del Poder Judicial de la Federación        | Aguascalientes Coahuila Guanajuato Nuevo León San Luis Potosí Tamaulipas Zacatecas   |
| 3.ª             | Xalapa           | Sala Regional Xalapa del Tribunal Electoral del Poder Judicial de la Federación           | Campeche Chiapas Oaxaca Quintana Roo Tabasco Veracruz Yucatán                        |
| 4.ª             | Ciudad de México | Sala Regional Ciudad de México del Tribunal Electoral del Poder Judicial de la Federación | Ciudad de México Guerrero Hidalgo Morelos Puebla Tlaxcala                            |
| 5.ª             | Toluca           | Sala Regional Toluca del Tribunal Electoral del Poder Judicial de la Federación           | Colima Estado de México Michoacán Querétaro                                          |

- 15 magistraturas de las Salas Regionales del Tribunal Electoral del Poder Judicial de la Federación. Compuestas de 2 magistradas y 1 magistrado en cada una de las salas regionales, ubicadas en las cinco circunscripciones electorales del país.[nota 9]

- Simbología → 
  - PE: Postulado por el Poder Ejecutivo;
  - PL: Postulado por el Poder Legislativo;
  - PJ: Postulado por el Poder Judicial;
  - EF: En funciones (titular del cargo vigente).

#### Resultados para la 1.ª Sala Regional
|  | 76.8810 % |

|  | 13.0586 % |

|  | 10.0603 % |

|  | 100 % |

|  | 10.1412 % |

##### Magistradas
|  | 0.00 % |

|  | 0.00 % |

|  | 0.00 % |

|  | 100 % |

|  | 0.00 % |

##### Magistrado
|  | 0.00 % |

|  | 0.00 % |

|  | 0.00 % |

|  | 100 % |

|  | 0.00 % |

#### Resultados 2.ª Sala Regional
|  | 79.6875 % |

|  | 11.0056 % |

|  | 9.3067 % |

|  | 100 % |

|  | 12.6483 % |

#### Resultados 3.ª Sala Regional
|  | 76.8258 % |

|  | 11.8121 % |

|  | 11.3619 % |

|  | 100 % |

|  | 16.4772 % |

##### Magistradas
|  | 0.00 % |

|  | 0.00 % |

|  | 0.00 % |

|  | 100 % |

|  | 0.00 % |

##### Magistrado
|  | 0.00 % |

|  | 0.00 % |

|  | 0.00 % |

|  | 100 % |

|  | 0.00 % |

#### Resultados 4.ª Sala Regional
|  | 80.1539 % |

|  | 11.9631 % |

|  | 7.8828 % |

|  | 100 % |

|  | 13.8707 % |

#### Resultados 5.ª Sala Regional
|  | 79.8246 % |

|  | 12.0630 % |

|  | 8.1122 % |

|  | 100 % |

|  | 11.8381 % |

## Elección de Magistrados de circuito y Jueces de distrito
- 386 personas juzgadoras de distrito.

- 464 magistraturas de circuito.